# Georges Le Poitevin
 (août 2025).
Si vous disposez d'ouvrages ou d'articles de référence ou si vous connaissez des sites web de qualité traitant du thème abordé ici, merci de compléter l'article en donnant les références utiles à sa vérifiabilité et en les liant à la section « Notes et références ».
Georges Le Poitevin né le 26 mai 1912 au Havre et mort 8 janvier 1993 à Aix-en-Provence est un peintre français.

## Biographie
Georges Le Poitevin étudie à l'École nationale supérieure des arts décoratifs, ainsi qu'à l'École des beaux-arts de Paris.
En 1945, il reçoit le prix Abd-el-Tif et devient pensionnaire de la villa Abd-el-Tif à Alger.
En 1949-1950 et en 1956-1957, il participe aux expéditions de recherches archéologiques de la mission Henri Lhote dans le Tassili en Algérie. Il choisit de rester en Algérie en juillet 1962 et devient conservateur du musée-site de Tipaza.
Il revient à Aix-en-Provence en 1992 et meurt le 8 janvier 1993 dans une maison de retraite à Puyloubier.
Il repose au cimetière de Puyloubier dans le caveau du Comité français des rapatriés d'Algérie.

## Expositions
- 1944 : Alger, salle Pierre Bordes.
- 1948 et 1955 : Alger.
- 1951 : Monte-Carlo.
- 1955 : Tunis.
- 1960 : Alger, « Exposition artistique de l'Afrique française », galerie Romanet.